# آلیسا ایوانووا
لودمیلا مستیسلووُنا ایوانووا (روسی: Людмила Мстиславовна Иванова؛ ۲۵ ژانویهٔ ۱۹۲۵–۲۶ اکتبر ۱۹۹۵) با نام هنری «آلیسا ایوانووا» روسی: Олеся Иванова؛ بازیگر تئاتر و سینما اهل اوکراین بود.
از فیلم‌ها یا مجموعه‌های تلویزیونی که وی در آن‌ها نقش داشته است، می‌توان به ابله، رستاخیز و سی و سه اشاره نمود.